# Muzeum Susch

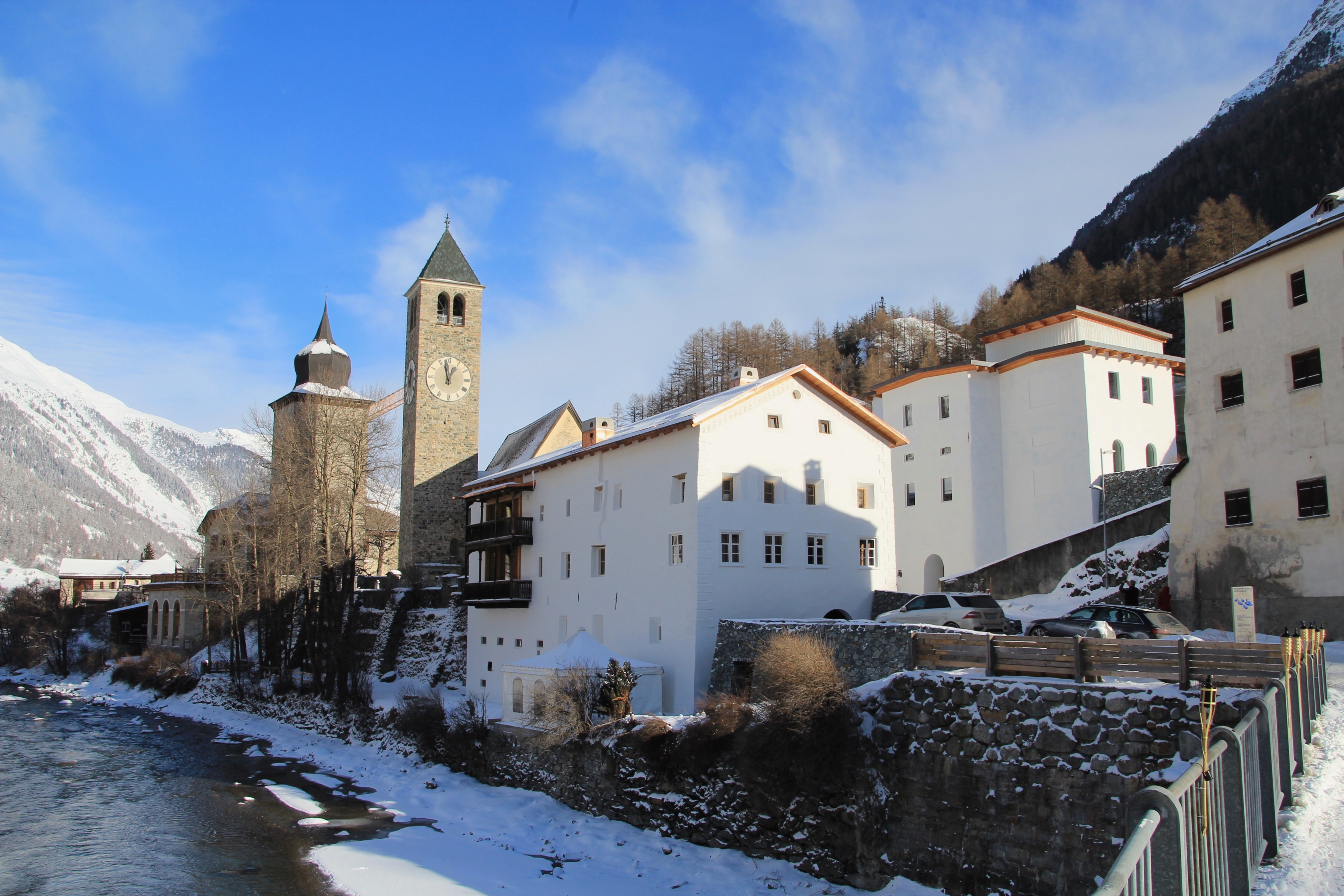
Das Muzeum Susch rechts des Kirchturms der reformierten Kirche, ganz links der Plantaturm

Das Muzeum Susch ist ein Museum für zeitgenössische Kunst in Susch im Unterengadin im Kanton Graubünden in der Schweiz. Es wurde von der polnischen Unternehmerin, Kunstsammlerin und Mäzenin Grażyna Kulczyk gegründet und am 2. Januar 2019 eröffnet.

## Vorgeschichte
Die polnische Unternehmerin Grażyna Kulczyk erwarb in Susch ein mittelalterliches Klostergebäude und an der gleichen Strasse drei weitere alte Engadiner Häuser und beauftragte das Architektenduo Chasper Schmidlin und Lukas Voellmy, aus dem Häuserkomplex das Projekt «Muzeum Susch» zu entwickeln. Kulczyk hat sich entschieden, bei der polnischen Schreibweise des Wortes «muzeum» mit «z» in der Mitte zu bleiben.

## Gebäude

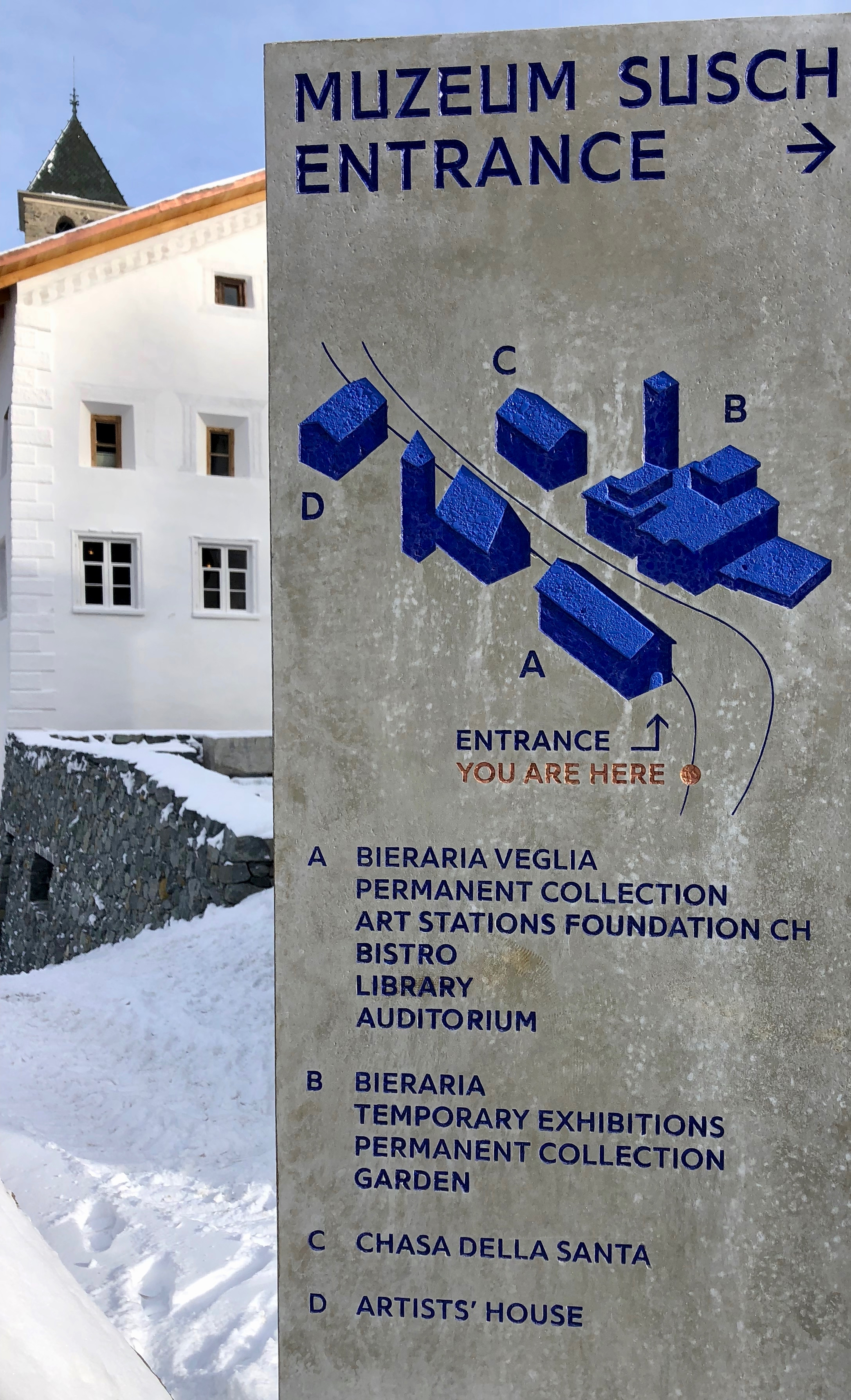
Übersichtsplan

Der ganze Museumskomplex besteht aus vier Gebäuden: der Bieraria (Brauerei), der Bieraria Veglia (alte Brauerei), der Chasa della Santa (Haus der Gesundheit) und der Künstlerresidenz Temporars Susch. Der Eingang in das Museum erfolgt durch das Untergeschoss der Bieraria Veglia, dort ist neben den Ausstellungsflächen auch der Sitz der Stiftung «Art Stations Foundation CH» untergebracht. Durch den vorbestehenden Gang wird die Bieraria betreten, das Hauptgebäude des Muzeums.
Dem Museum ist ein Restaurant (Bistro Muzeum Susch) angeschlossen.
Da alle Gebäude unter kantonalem Denkmalschutz stehen, war eine Erweiterung der Ausstellungsflächen nur in das Innere des Berges oder in die Tiefe möglich. So wurden in einer ersten Bauphase 9000 Tonnen Gestein herausgesprengt und die kavernenartigen Räume im Berg gestaltet. In einigen Räumen wurde der rohe Fels belassen, wodurch die Lage des Raumes im Berg erlebbar gemacht wird; in einem Raum kann beobachtet werden, wie Quellwasser aus dem Fels tritt.
Der Umbau dauerte drei Jahre. Heute umfasst die Ausstellungsfläche auf vier Etagen in rund zwanzig labyrinthartig angeordneten und unterschiedlich gestalteten Räumen 1500 Quadratmeter. Das herausgesprengte Gestein (Amphibolit) wurde zermahlen und als geschliffener Bodenbelag wieder verwendet. Weitere Böden bestehen aus einheimischem Arvenholz, aus Kieseln aus dem Inn oder aus Platten aus dem Kalkstein, der in den Vorgängerbauten verbaut worden war.

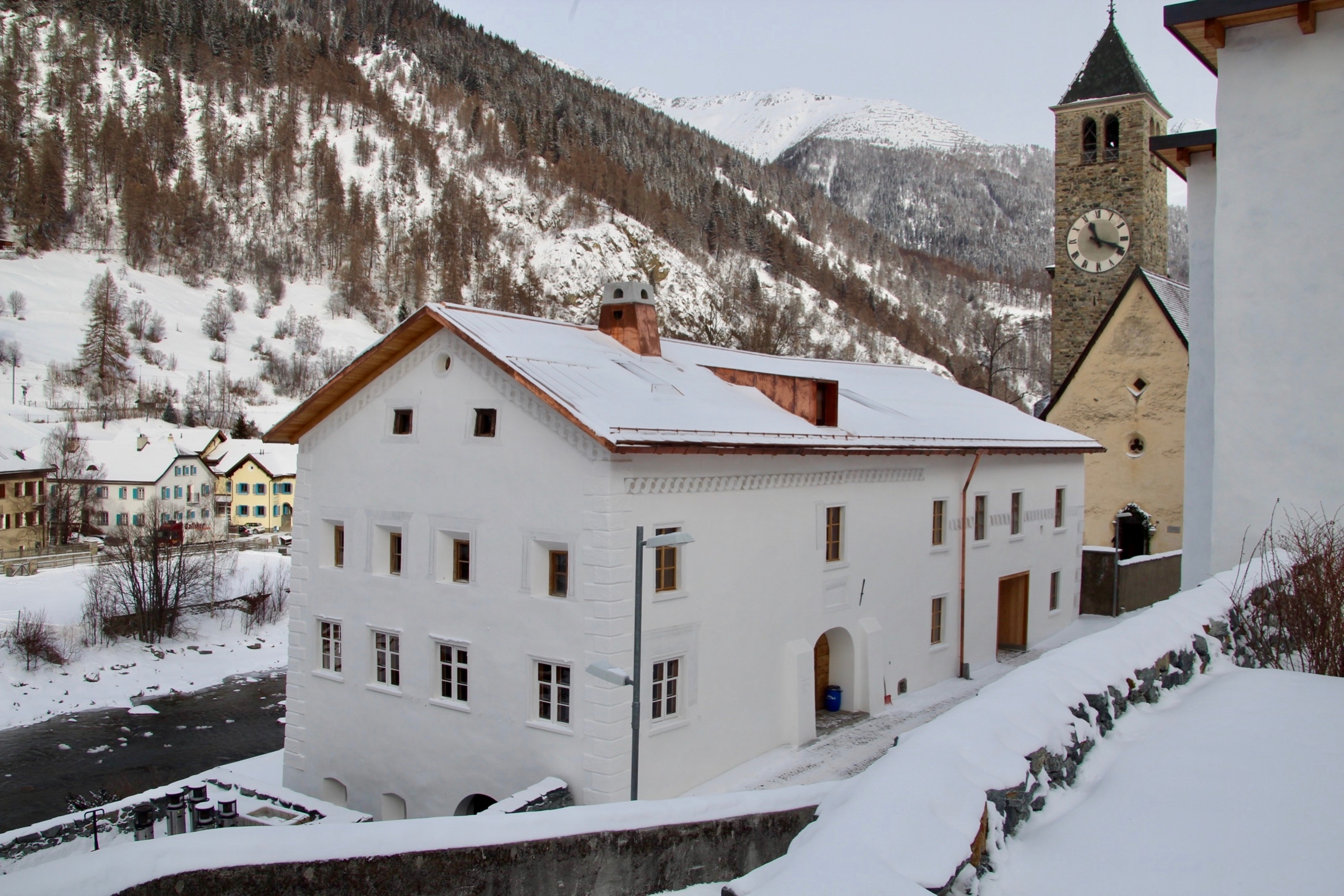
Blick auf die alte Brauerei
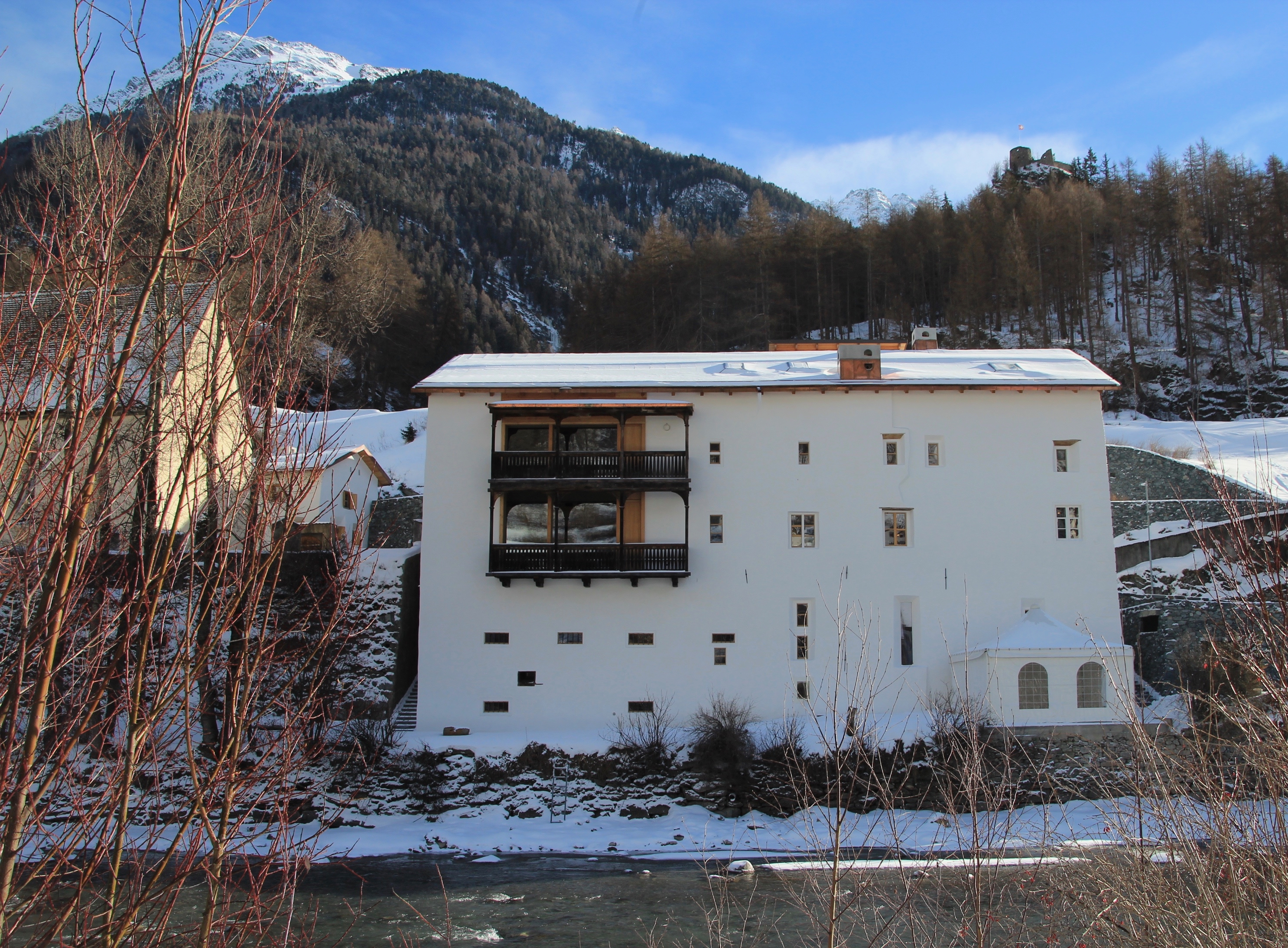
Ansicht vom Dorf über den Inn

## Ausstellung

### Permanente Ausstellung
Das Muzeum Susch besteht aus einer Reihe permanenter, ortsspezifischer Installationen internationaler zeitgenössischer Künstler. Die Installationen setzen sich mit der Architektur und der charakteristischen Struktur des Gebäudes auseinander.
Jede der permanenten Installationen trägt zur Gestaltung des sich entwickelnden Charakters und der markanten Anordnung des Raumes bei, wobei temporäre Werke ausgestellt werden, die den größten Teil des Gebäudes einnehmen.

Mirosław Bałka Narcissussusch (2018)

Monika Sosnowska’s 'Stairs' (2017), eine 14 Meter hohe Stahlstruktur, war eines der ersten ortsspezifischen Werke im Muzeum Susch. Es steht im ehemaligen Eisturm der Brauerei.
Andere permanente ortsspezifische Installationen umfassen: Narcissussusch (2018) von Mirosław Bałka, Midada da structura (2018) von Mirko Baselgia, Herrenzimmer (1977 – 1979) von Heidi Bucher, Piss Flowers (1991–1992) von Helen Chadwick, Dreams in Black I (1992) und Dreams in Black II (1994) (Träume in Schwarz I und II) von Izabella Gustowska, Flock I (1990) von Magdalena Abakanowicz, Ethnic Wars: Large Vanitas Still Life (Ethnische Kriege: Large Vanitas Stilleben, 1995/2017) von Zofia Kulik, Inn Reverse (2018) von Sara Masüger, Painkillers (Schmerzmittel, 2014 – 2017) von Joanna Rajkowska, Real Nazis (Echte Nazis, 2017) & Untitled (Story of the Eye) (Ohne Titel [Die Geschichte des Auges], 2013) von Piotr Uklański, from the series The Theater of Disappearance XXXI, Installation (2018) von Adrián Villar Rojas, Myśliciel (Der Denker, 2016) von Paweł Althamer, Corrida (1956–1960) von Xanti Schawinsky,  Tuor per Susch (Turm für Susch, 2020) von Not Vital, There Was So Much More of Me (Es gab noch so viel mehr von mir, 2019) and You Heard Me Scream (Du hast mich schreien gehört, 2022) von Tracey Emin.

### Temporäre Ausstellungen
| Datum                             | | Künstler                                             |
| 2. Januar 2019 – 30. Juni 2019    | Carla Accardi, Evelyne Axell, Magdalena Abakanowicz, Helena Almeida, Ida Applebroog, Mirosław Bałka, Maria Bartuszová, Renate Bertlmann, Judith Bernstein, Louise Bourgeois, Geta Brătescu, Ellen Cantor, Dadamaino, Marlene Dumas, Nicole Eisenman, Wojciech Fangor, Lucio Fontana, Laura Grisi, Dorothy Iannone, Birgit Jürgenssen, Kiki Kogelnik, Maria Lassnig, Natalia LL, Sarah Lucas, Roman Ondak, Teresa Pągowska, Carol Rama, Erna Rosenstein, Iris von Roten, Carolee Schneemann, Joan Semmel, Alina Szapocznikow, Betty Tompkins, Julie Verhoeven, Hannah Wilke und Andrzej Wróblewski | Eine Frau schaut auf Männer, die auf Frauen schauen  |
| 27. Juli 2019 – 24. November 2019 | Emma Kunz | Visionary Drawings                                   |
| 29. Dezember 2019 – 19. Juli 2020 | Carolee Schneemann | Up to and Including Limits: After Carolee Schneemann |
| 1. August 2020 – 22. Mai 2021     | Evelyne Axell, Sylvie Fleury | Evelyne Axell: Body Double                           |
| 5. Juni 2021 – 5. Dezember 2021   | Laura Grisi | Laura Grisi. The Measuring of Time                   |
| 18. Dezember 2021 – 26. Juni 2022 | Feliza Bursztyn | Feliza Bursztyn: Welding Madness                     |
| 16. Juli 2022 – 4. Dezember 2022  | Heidi Bucher | Heidi Bucher. Metamorphoses II                       |
| 4. Januar 2023 – 2. Juli 2023     | Hannah Villiger, Alexandra Bachzetsis, Lou Masduraud und Manon Wertenbroek | Hannah Villiger: Amaze Me                            |
| 15. Juli 2023 – 26. November 2023 | Wanda Czełkowska | Wanda Czełkowska: Art is not Rest                    |
| 3. Januar 2024 – 30. Juni 2024    | Anu Põder | Anu Põder: Space for my body                         |
| 20. Juli – 3. November 2024       | Tapta | Tapta: Flexible Forms                                |
| On view seit 13. Dezember 2024    | Ilona Keserü | Ilona Keserü: Flow                                   |

### Art Stations Foundation CH
Gegründet im Jahr 2004 als Kulczyk Stiftung, ist die ART STATIONS FOUNDATION von Grażyna Kulczyk darauf ausgerichtet, innovative Entwicklungen in Kultur und Kunst zu fördern und Künstlern Möglichkeiten zu bieten, mit lokalen Gemeinschaften in Kontakt zu treten. Die Mission, Kultur und Kunst zu popularisieren und ihre Verfügbarkeit für ein breiteres Publikum zu erleichtern und zu erhöhen, wurde konsequent durch die verschiedenen Ausstellungsprojekte und Stipendien der Stiftung umgesetzt, die sich auf innovative Zusammenstellungen polnischer und internationaler zeitgenössischer Kunst konzentrieren. Die Stiftung greift neue künstlerische Strömungen auf und engagiert sich sowohl in ästhetischen als auch in theoretischen Erkundungen. Die Aktivitäten der Stiftung bieten frische Perspektiven für das Betrachten der Sammlung und darüber hinaus. Seit 2017 arbeitet die Stiftung sowohl in Polen als auch in der Schweiz.
Die Aktivitäten der Stiftung werden von einer klaren Vision geleitet, die der Neudefinition des Kanonischen und des Marginalisierten in der zeitgenössischen Kunst gewidmet ist – nicht als dominierende Kraft, die andere zum Schweigen bringt, sondern als einflussreiche Stimme, die andere Stimmen hörbar macht. Basierend auf fünf Säulen – MUZEUM SUSCH, INSTITUTO SUSCH, ACZIUN SUSCH, TEMPORARS SUSCH und DISPUTAZIUNS SUSCH – ergänzen und vervollständigen sich diese Aktivitäten, um gemeinsame Räume für Begegnung, Diskurs und Austausch zu schaffen.

### Instituto Susch
Seit seiner Gründung 2016 führt das Instituto Susch ein langfristiges Forschungsprogramm, das 2023 begann. Unter der Leitung der Kuratorin Dr. Marika Kuźmicz widmet sich das Programm der Untersuchung des Werkes von Künstlerinnen aus Mittel- und Osteuropa, darunter Albanien, Bosnien und Herzegowina, Bulgarien, Kroatien, Tschechien, Estland, Ungarn, Kosovo, Lettland, Litauen, Polen, Rumänien, Serbien, der Slowakei und Slowenien.
Im Fokus stehen Werke von Künstlerinnen aus den 1960er bis 1980er Jahren. Zur historischen Einordnung wird auch die Avantgarde der 1920er und 1930er Jahre berücksichtigt. Besonders interessiert ist das Instituto Susch an Künstlerinnen, die mit neuen Medien und Techniken experimentierten oder traditionelle Techniken innovativ einsetzten.
Ein zentrales Ziel ist die Erforschung und Dokumentation von Künstlerinnen, deren Werk bisher nicht breiter anerkannt oder katalogisiert wurde, sowie die Wiederentdeckung vergessener Künstlerinnen. Dies umfasst nicht nur die Forschung, sondern auch die Erstellung von Beständen, Scans und detaillierten Beschreibungen der Werke.
Das Forschungsprojekt wird mit einem Buch abgeschlossen, das Ende 2027 veröffentlicht werden soll. 2023 liegt der Schwerpunkt auf den Künstlerinnen des Balkans.

### Acziun Susch

Myfield Brooks Performance ist Teil der Acziun Susch, im Hintergrund ein Werk von Heidi Bucher

Kreiert und kuratiert von Joanna Lesnierowska, ist Acziun Susch eine Forschungs- und Präsentationsplattform, die die Kunst der Choreografie im Dialog mit anderen Disziplinen hervorbringt und der Tanzgemeinschaft einen Treffpunkt in den Schweizer Alpen bietet.
Das Programm der Forschungsresidenzen kombiniert Raum für Reflexion und individuelle Praxis mit öffentlichen Proben, Workshops und Vorträgen.

### Temporars Susch
Seit Februar 2020 beherbergt das historische Chasa neben dem Museum das Temporars-Susch-Residenzprogramm, das Reisenden und Kreativen eine temporäre Heimat bietet, die von der intellektuellen und künstlerischen Geschichte der Region inspiriert sind. Im Jahr 2025 wird das Residenzprogramm mit DISPUTAZIUNS SUSCH erweitert, das Einzelpersonen einlädt, eine Pause vom Alltag zu machen und sich mit kritischer Selbstreflexion auseinanderzusetzen. Die Residenz wird sich auf literarisches, poetisches und akademisches Schreiben konzentrieren und Themen wie Matrilineage, die spirituelle Bedeutung von Orten und alpine Architektur erforschen. Schriftsteller werden in die Berge eingeladen, um Inspiration zu finden, ihre Forschung zu vertiefen und ihre Arbeiten während eines Wochenendes des Austauschs mit anderen zu teilen.

### Disputaziuns Susch
Disputaziuns Susch ist ein forschungsbasiertes Diskursprogramm des Muzeum Susch, das von Dr. Agnieszka Sosnowska kuratiert wird und zentral für seine Mission steht, die Resilienz und Kreativität von Künstlerinnen zu feiern. Das Programm würdigt den Geist von Frauen, die nach dem Zweiten Weltkrieg die Avantgarde-Kunst geprägt haben, und verstärkt das Engagement des Museums, ihre Arbeit besser zu verstehen und zu schätzen.
Das Programm vereint wissenschaftliche Strenge mit öffentlicher Beteiligung und schafft eine Plattform für Dialog und Innovation. Disputaziuns Susch ist interdisziplinär und umfasst Formate wie Publikationen, Symposien und Performances, die kritische Reflexion und kreativen Austausch fördern.
Künstler, Kuratoren und Forscher sind eingeladen, Disputaziuns Susch als Bühne für ihre Ideen zu nutzen, um im Einklang mit den Ausstellungsräumen die Vision des Museums eines inklusiven und innovativen kulturellen Umfelds zu unterstützen.

### Magazine Susch
Das Muzeum Susch Magazine dient als Plattform, um den kreativen Dialog mit Künstlern, Kuratoren und Forschern, die im Vorjahr Teil des Programms des Muzeums Susch waren, zu eröffnen, fortzusetzen und weiterzuentwickeln.

### Echolot Podcast
Echolot ist ein Podcast, in dem Kreative während ihrer Zeit im Muzeum Susch über die Konzepte nachdenken, das Leben absichtlich langsamer zu leben und mehr Zeit für Besinnung zu haben.

### Weitere Programmpunkte
Neben den Ausstellungen sollen auch Performances, Vorträge und durch Stipendien ermöglichte Künstlerateliers einen festen Ort im Muzeum Susch erhalten. In Anlehnung an eine Disputation in der benachbarten reformierten Kirche in den Neujahrstagen 1537/38, bei der der Grundstein des Bündner Protestantismus gelegt wurde, finden seit 2017 «Disputaziuns» zu aktuellen Themen statt.

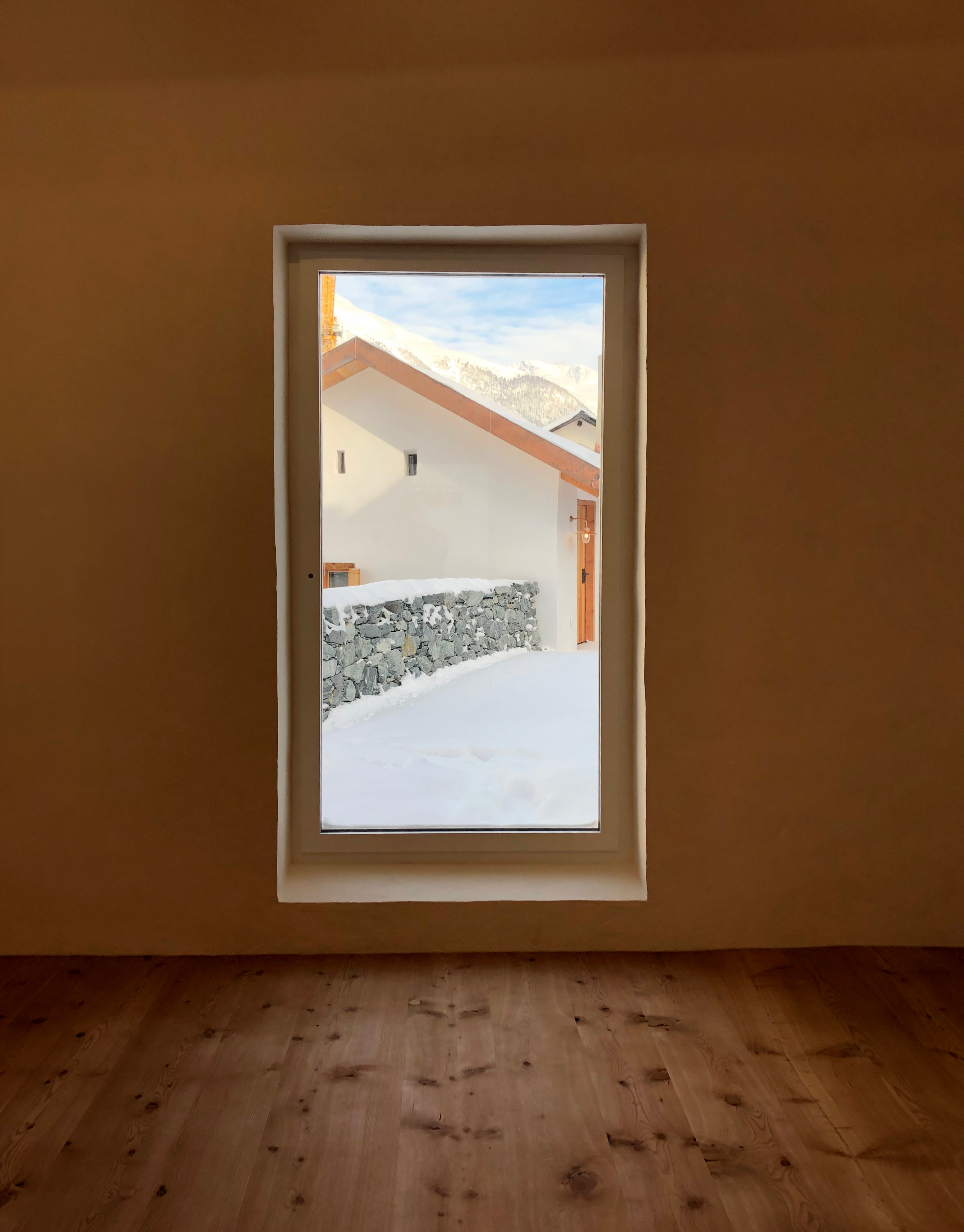
Blick in den Garten
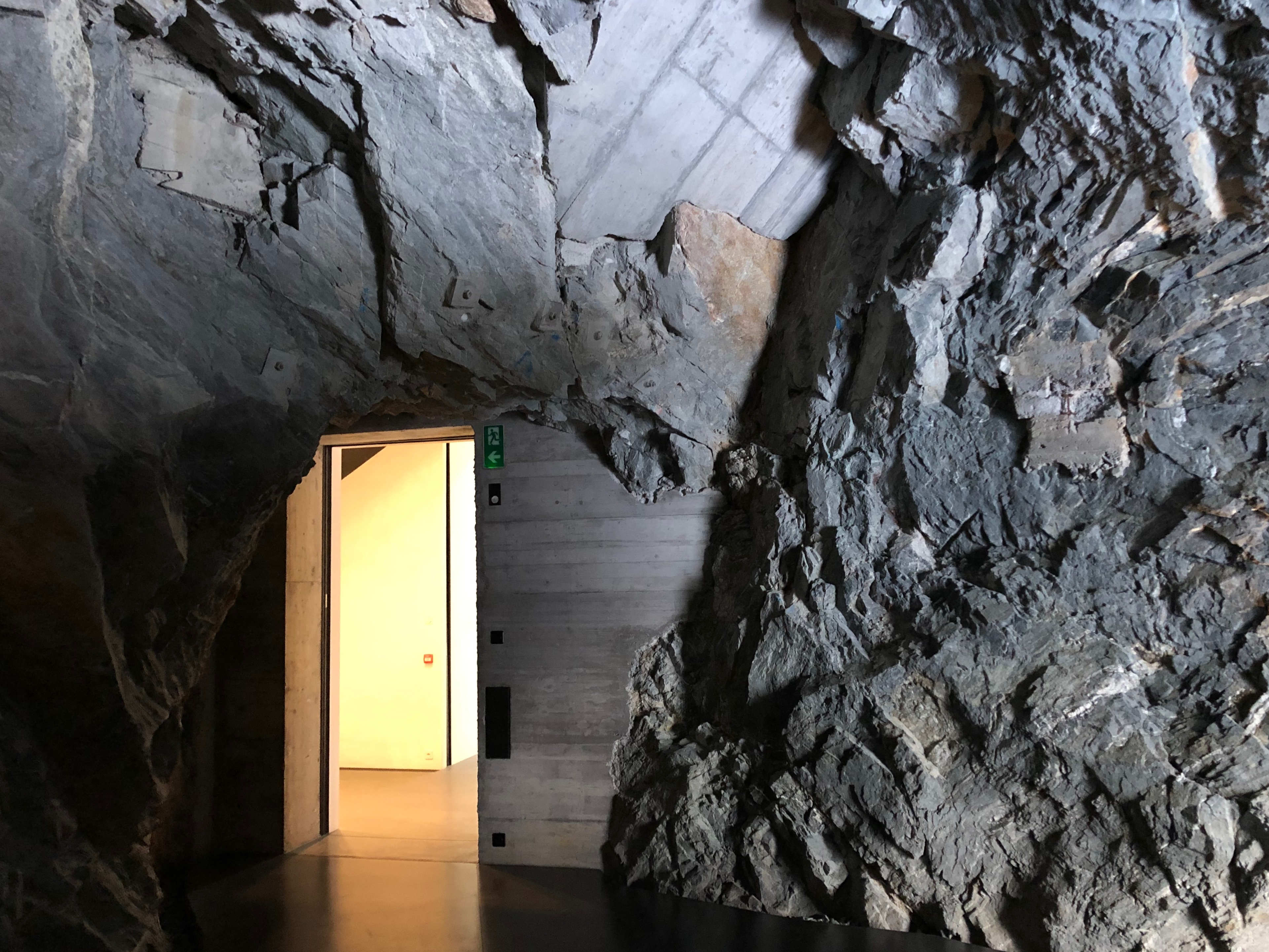
Ausstellungsraum im Berg
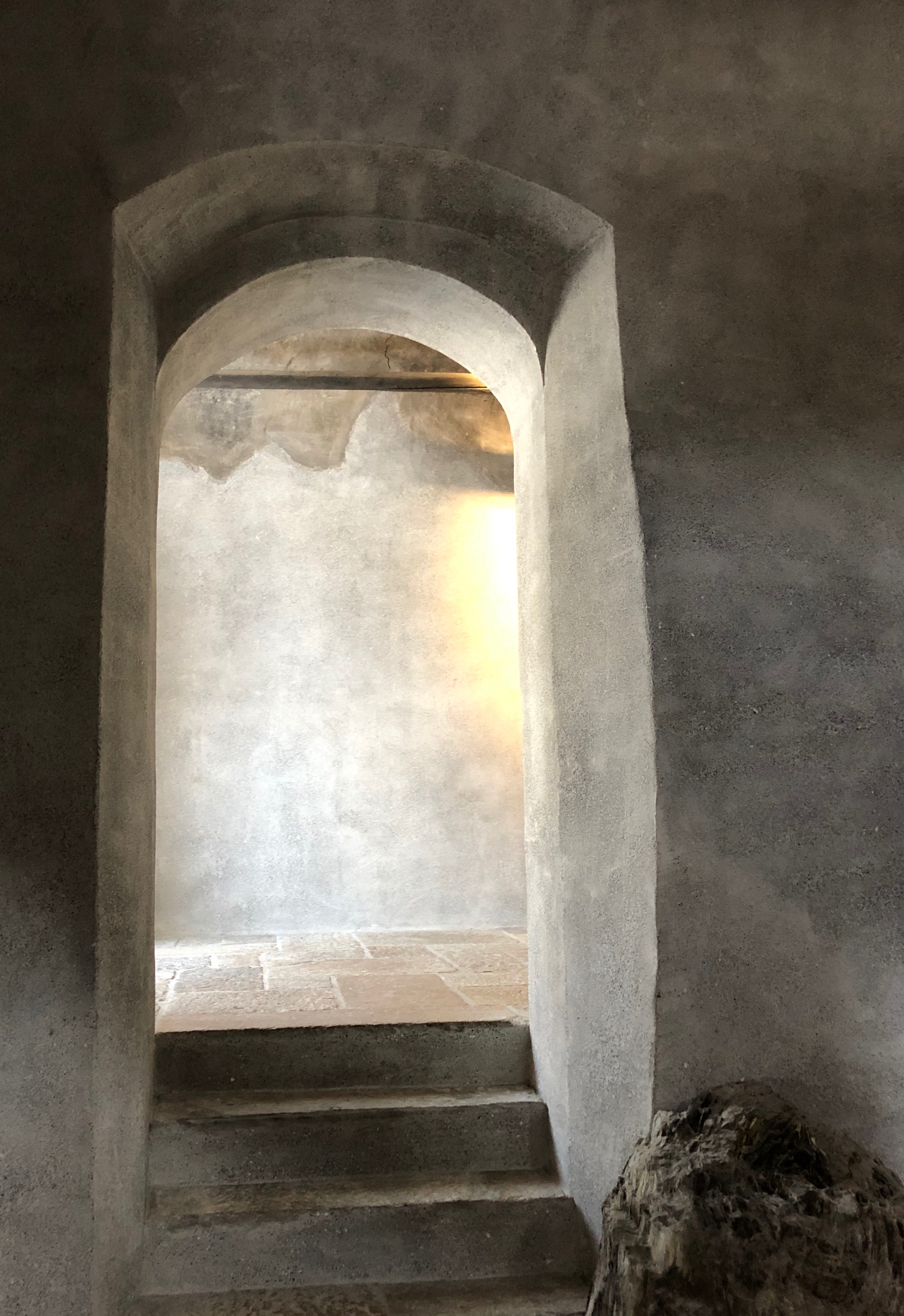
Verbindungsgang